# Craspedosis exotasis
Craspedosis exotasis is een vlinder uit de familie van de spanners (Geometridae). De wetenschappelijke naam van de soort is voor het eerst geldig gepubliceerd in 1932 door de Engelse entomoloog Louis Beethoven Prout aan de hand van enkele exemplaren gevangen op het eiland Goodenough, waaronder het type-exemplaar. De soort werd ook aangetroffen op Papoea-Nieuw-Guinea.